# 加齊·切萊比
加齊·切萊比（土耳其語：Gazi Çelebi，其名號意為「勇士紳士」）是魯姆蘇丹國權臣佩瓦內·穆爾因丁·蘇萊曼的後代，他於14世紀初期的前數十年統治著黑海沿岸的锡诺普港口，同時也是位著名的海盜。

## 生平與傳說
建於锡诺普地區的加齊·切萊比墓誌銘記述他是梅蘇德贝伊的兒子，他的父親曾在1298至1299年間被熱那亞人綁架，直到付出大筆贖金後才被釋放。在他繼位後延續佩瓦內侯國前任統治者的作法，不斷地騷擾、劫掠热那亚共和国在黑海地區的貿易商船，並曾在1311年至1314年間，和特拉比松帝国的君主阿歷克塞二世聯手襲擊克里米亚南部屬於熱那亞人的海港卡法。
當著名的穆斯林旅行家伊本·白图泰於1332年或1334年時造訪錫諾普時，雖然此時加齊·切萊比早已去世許久，且城鎮已經落入詹達爾侯國統治者易卜拉欣一世的手中，不過錫諾普居民對加齊·切萊比的記憶仍印象深刻，根據當地人民向伊本·白图泰口述的傳奇故事中，加齊·切萊比被描繪為具有極佳潛水天賦的善泳者，他能在戰鬥中潛入深水並鑿破敵人艦艇的船底，當敵方水手還未弄清楚情況時，他們的船艦已經開始沉沒了。約莫在1324年一場令人難忘的插曲中，加齊·切萊比據說使用這種方法弄沉數艘數於熱那亞人的船隻，並成功俘虜了船上所有的船員。此外，錫諾普的鎮民還提到加齊·切萊比喜愛吸食過量的大麻 。
加齊·切萊比之墓位於錫諾普的佩瓦內伊斯蘭學校內。